# Premio Nacional de Cultura (Perú)
El Premio Nacional de Cultura es otorgado anualmente por el Ministerio de Cultura del Perú, con el auspicio de PETROPERÚ, para reconocer a las personas y organizaciones que aporten, de una forma u otra, al desarrollo cultural del país. Los premios se entregan basándose en las propuestas de postulación que los mismos peruanos hacen en tres categorías: Trayectoria, Talento Creativo y Buenas Prácticas Culturales. 

## Historia
El premio fue creado el 30 de septiembre de 1942 por la ley n. 9614 era entregado por el Ministerio de Educación del Perú en doce categorías, los premiados eran anunciados el 28 de julio.
En el año 1966 el premio fue ampliado a 18 categorías. El 20 de marzo de 1974 por Decreto Ley Nª 20561 se redujo a 6 categorías (Literatura, Arte, Comunicación Social, Ciencias humanas, Ciencias naturales y matemáticas, y Ciencias aplicadas y tecnología) y eran entregados por el Instituto Nacional de Cultura.
Desde 2012 se entregan en 3 categorías:
1. Premio Nacional a la Trayectoria: reconocimiento a la persona cuya labor y aporte a la cultura peruana y universal, como creador, investigador o preservador, haya sido sostenible y productiva en el tiempo, en constante variación y búsqueda.
2. Premio Nacional al Talento Creativo: reconocimiento al creador y/o investigador más original y trascendente de la cultura peruana, que represente un aporte innovador al panorama de su disciplina y cuyo valor pueda ser reconocido a nivel nacional.
3. Premio Nacional a las Buenas Prácticas Culturales: reconocimiento a una entidad pública o privada, de alcance nacional, regional o local, cuya práctica -en la gestión cultural e impulso del arte y la cultura, de forma concreta-, pueda servir de ejemplo para otras colectividades.

Las categorías trayectoria y creatividad se alterarán cada año en los siguientes rubros: Letras y Humanidades; Artes Visuales y Escénicas y Ciencias Sociales.